# 國家衛生指揮中心中央流行疫情指揮中心
國家衛生指揮中心中央流行疫情指揮中心（英語：Central Epidemic Command Center, Nation Health Command Center，縮寫，簡稱中央疫情指揮中心）為中華民國國家衛生指揮中心（NHCC）在因應傳染病大流行而設置之中央層級的任務編組單位。與生物病原災害中央災害應變中心、反生物恐怖攻擊指揮中心及中央緊急醫療災難應變中心等4個任務編組相互結合，同屬國家衛生指揮中心的一環，依疫情及災變需求而開設相對應的指揮應變中心。
中央疫情指揮中心設置的法源依據自《傳染病防治法》第17條第2項，由中央衛生主管機關衛生福利部及其下設的疾病管制署，研判國內、外流行疫情嚴重程度，認有必要時，得提具體防疫動員建議，報請行政院同意成立開設，並指派指揮官。
中央流行疫情指揮中心自2005年迄今已開設9次，包括登革熱、腸病毒、H1N1 、H5N6、H7N9、狂犬病、茲卡病毒和嚴重特殊傳染性肺炎。

## 歷史
2005年，行政院衛生署疾病管制局成立「國家衛生指揮中心」（NHCC）後，即結合中央流行疫情指揮中心、生物病原災害中央災害應變中心、反生物恐怖攻擊指揮中心及中央緊急醫療災難應變中心等功能，共同架構完整的防災啟動機制。

### 嚴重特殊傳染性肺炎中央流行疫情指揮中心
2020年1月20日，因應國際已有多起嚴重特殊傳染性肺炎案例，國家衛生指揮中心針對該疾病開設「嚴重特殊傳染性肺炎中央流行疫情指揮中心」，由疾管署署長周志浩擔任指揮官。1月23日，行政院將該指揮中心提升為二級開設，指揮官改由時任衛生福利部部長陳時中擔任，副指揮官由時任內政部政務次長陳宗彥擔任。2月27日，行政院將該指揮中心再提升為一級開設，指揮官繼續由時任衛生福利部部長陳時中擔任。
2020年3月9日，增設副指揮官並調整內部組織運作。4月15日，增設法務組。6月7日，疫情記者會從每天舉辦改為一週一次，訂於每週三下午2時舉行。
2021年1月12日，因應部桃群聚感染事件，重啟每日記者會。5月中，臺北市與新北市率先升三級警戒，隨後全台升三級警戒。至7月27日，指揮中心因應疫情趨緩而防疫警戒調降至二級。
2022年3月1日，警戒分級改為每月檢討防疫措施。7月18日指揮官改由時任衛福部次長的王必勝接任。7月19日副指揮官改由時任交通部政務次長陳彥伯與經濟部政務次長陳正祺接任。
2023年4月25日，時任行政院長陳建仁宣布指揮中心5月1日起因應嚴重特殊傳染性肺炎降級同時解編；此次運作共1197天。4月27日指揮中心進行最終記者會。5月1日指揮中心正式解編。

## 組織架構
因應一級開設，2020年02月組織架構狀況如下：

### 主要官員
- 指揮官
  - 副指揮官
    - 組長
      - 副組長

### 內部單位
嚴重特殊傳染性肺炎疫情指揮中心時期（2019─2023年）組成
- 專家諮詢會議
- 情報
  - 疫情監測組
- 作戰
  - 邊境檢疫組
  - 社區防疫組
  - 醫療應變組
- 後勤
  - 物資組
  - 研發組
  - 資訊組
  - 行政組
  - 新聞宣導組
  - 法制組

## 附註
1. ↑  中央流行疫情指揮中心依據《中央流行疫情指揮中心實施辦法》所負職責如下：

  1. 疫情監測資訊之研判、防疫應變政策之制訂及其推動。
  2. 防疫應變所需之資源、設備及相關機關（構）人員等之統籌與整合。
  3. 防疫應變所需之新聞發布、教育宣導、傳播媒體優先使用、入出國（境）管制、居家檢疫、國際組織聯繫與合作、機場與港口管制、運輸工具徵用、公共環境清消、勞動安全衛生、人畜共通傳染病防治及其他流行疫情防治必要措施。

## 出版書籍
- 《Taiwan CDC我們 永遠站在防疫最前線：2021年疾病擬人防疫桌曆》，作者： 衛生福利部疾病管制署，出版社：衛生福利部疾病管制署，出版日期：2020/12/22，ISBN 30025205。

## 外部連結
- （繁體中文）（英文）衛生福利部疾病管制署（页面存档备份，存于）
- 疾病管制署 - 1922防疫達人的Facebook專頁
- 1922防疫達人的Instagram帳戶
- YouTube上的衛生福利部疾病管制署頻道
- 傳染病防治法（页面存档备份，存于）.全國法規資料庫.民國 108 年 06 月 19 日
- 中央流行疫情指揮中心實施辦法（页面存档备份，存于）.全國法規資料庫.民國 97 年 01 月 28 日
- 衛生福利部疾病管制署組織法（页面存档备份，存于）.全國法規資料庫.民國 102 年 06 月 19 日
- https://www.cdc.gov.tw/Category/MPage/6CJ7RCriP1wF4BmtgAhKuA（页面存档备份，存于） 疾管署網站國家衛生指揮中心
- https://www.liebertpub.com/doi/full/10.1089/hs.2016.0108（页面存档备份，存于） Public Health Emergency Response in Taiwan  Yi-Feng Su, Cheng-Hao Wu, and Tsui-Feng Lee
- Taiwan Centers for Disease Control (Taiwan CDC)（页面存档备份，存于）